# Artek: Bolsjoje putesjestvie
Artek: Bolsjoje putesjestvie (russisk: Артек. Большое путешествие) er en russisk spillefilm fra 2022 af Karen Zaharov og Armen Ananikyan.

## Medvirkende
- Daniil Bolsjov som Roma Kovalev
- Aleksej Onezjen som Jarik Lebedev
- Elizaveta Anokhina som Nikoletta Osipova
- Daniil Muravjov-Izotov som Elisej Osipov
- Mikhail Galustjan som Sergej Kurotjkin
- Jekaterina Klimova